# 新美南吉児童文学賞
新美南吉児童文学賞（にいみなんきちじどうぶんがくしょう）は、日本の児童文学の賞の一つで、赤い鳥3賞（関連項目参照）と呼ばれた賞の一つ。『赤い鳥』の出身であり、宮沢賢治と並び称されながら30歳足らずで亡くなった童話作家新美南吉に敬意を表して1982年（昭和57年）に制定され、翌1983年から表彰が行われている。新美南吉の会（当時・新美南吉著作権管理委員会）が運営し、南吉の出身地である愛知県半田市も後援を行っていた賞である。2010年の第28回で終了。
前年1月1日から12月31日までに初版発行された新作が対象とされた。

## 歴代受賞作
- 第01回（1983年）：佐野洋子「わたしが妹だったとき」、北川幸比古「むずかしい本」
- 第02回（1984年）：佐々木赫子「同級生たち」
- 第03回（1985年）：安房直子「風のローラースケート」、宮川ひろ「つばき地ぞう」
- 第04回（1986年）：伊沢由美子「あしたもあ・そ・ぼ」
- 第05回（1987年）：森忠明「へびいちごをめしあがれ」、丘修三「ぼくのお姉さん」
- 第06回（1988年）：赤座憲久「雨のにおい星の声」
- 第07回（1989年）：羽曽部忠「けやきの空」
- 第08回（1990年）：石井睦美「五月のはじめ、日曜日の朝」
- 第09回（1991年）：日比茂樹「少年釣り師・住谷陽平」、高橋忠治 「高橋忠治詩集 りんろろん」
- 第10回（1992年）：野本淳一「短針だけの時計」
- 第11回（1993年）：真田亀久代「まいごのひと 真田亀久代詩集」
- 第12回（1994年）：高山栄子「うそつきト・モ・ダ・チ」
- 第13回（1995年）：梨木香歩「西の魔女が死んだ」
- 第14回（1996年）：次良丸忍「銀色の日々」
- 第15回（1997年）：富安陽子「小さなスズナ姫」シリーズ全4巻
- 第16回（1998年）：さなともこ「ポーラをさがして」
- 第17回（1999年）：にしわきしんすけ「日めくりのすきま」
- 第18回（2000年）：花形みつる「サイテーなあいつ」
- 第19回（2001年）：最上一平「ぬくい山のきつね」
- 第20回（2002年）：征矢清「ガラスのうま」
- 第21回（2003年）：唯野由美子「ミックスジュース」
- 第22回（2004年）：小森香折「ニコルの塔」
- 第23回（2005年）：やえがしなおこ「雪の林」
- 第24回（2006年）：きどのりこ「パジャマガール」
- 第25回（2007年）：高木あきこ「高木あきこ詩集 どこか いいところ」
- 第26回（2008年）：本多明「幸子の庭」
- 第27回（2009年）：山中利子「遠くて近いものたち」
- 第28回（2010年）：三輪裕子「優しい音」